# Battista Negrone
Battista Negrone (Génova, 1530 - Génova, janeiro de 1592) foi o 77.º Doge da República de Génova.

## Biografia
Parte da nobreza considerada "velha", foi eleito ao título de Doge em 20 de novembro de 1589, sendo o trigésimo segundo na sucessão bienal e o septuagésimo sétimo da história. Negrone encerrou o seu mandato a 15 de novembro de 1591 preferindo cuidar das suas atividades financeiras em vez de seguir uma carreira política subsequente ou governo pós-estadual. Battista Negrone morreu em Génova em janeiro de 1592.